# بخش موران
بخش موران ( Moran ) یکی از بخش‌های تابعه شهرستان گرمی در استان استان اردبیل ایران است که در سال ۱۳۸۰ به بخش تبدیل شد و قبل از آن یکی از دهستانهای گرمی بود.
دهستان‌های این بخش روی‌هم دارای ۶۷ آبادی هستند. از این تعداد آبادی در سال ۲۰۰۵ میلادی شش آبادی خالی از سکنه بوده‌است. مرکز بخش [موران] روستای زهرا می‌باشد که در ۳۰ کیلومتری شرق شهرستان گرمی و در نزدیکی مرز جمهوری آذربایجان قرار دارد. بخشی از منطقه آزاد تجاری-صنعتی ارس در این بخش واقع شده است.
در مورد وجه تسمیه کلمه " موران " به کتاب شرفنامه مهروی (موروی) رجوع شود در این کتاب تاریخ مورانی ها بشکل مبسوط ذکر شده است مورو به رهرو دین مهانی اتلاق میشده است و نام های موگان(مغان)و موراگه(مراغه)در پیوستگی با این نام هستند. حمداله مستوفی مورخ قرن هشتم هجری در کتاب نزهه القلوب می‌نویسد :" آب سفید رود [را] ترکان هولان موران خوانند از جبال پنج انگشت که ترکان بش پرماق خوانند بولایت کردستان بر می‌خیزد " لیسترنج هولان یا اولان را " قرمز " و " موران " را رود معنی می‌کند که ترکان به سفید رود " هولان موران " یعنی رود قرمز می‌گفتند، چرا که رنگ آب این رودخانه در آذربایجان به رنگ قرمز گرایش دارد . امروزه هم به این رود در منطقه آذربایجان " قیزل اؤزن " یعنی رود قرمز می‌گویند.
به نظر می‌رسد به علت بارانی بودن منطقه موران که سبب جاری شدن رودهای نسبتاً زیادی در منطقه شده‌است و به همین علت هم در قسمت جنوبی این منطقه، بخصوص در آنسوی مرز جنگل نسبتاً انبوهی پدید آمده، علت نامیده شدن این منطقه به " موران " ( Moran ) باشد . تپه باستانی و مشهور سالالا (سلاله)، همچنین روستای توریستی افجه و داش دیبی  و  قره یتاق  در بخش موران قرار دارند .

## تقسیمات کشوری
بخش موران 
- - دهستان اجارود شرقی
  - دهستان آزادلو (آزادلی)

## جمعیت
بنابر سرشماری مرکز آمار ایران، جمعیت بخش موران شهرستان گرمی در سال ۱۳۸۵ برابر با ۱۳۲۷۱ نفر بوده‌است.

## محصولات
محصول عمده منطقه موران گندم و جو و غلات می‌باشد که اغلب به صورت دیم کاشته می‌شود؛ اما در ساحل رودخانه بالقارچای ( بالهاری = بالهارود ) گوجه فرنگی، برنج، و سیفی جات نیز کاشته می‌شود.
در مناطق کوهستانی انواع میوه‌های سرد سیری از جمله ‘ سیب ‘ گلابی ‘ زرد آلو ‘ گیلاس ‘ و گردو نیز به دست می‌آید .
در این مناطق زنبور عسل نیز به روش مدرن پرورش داده می‌شود .

## راهها
راه آسفالته گرمی - موران ( مرکز بخش ) به طول ۳۰ کیلومتر در طول تمام فصول سال قابل استفاده بوده و ارتباط مردم روستاهای اطراف را به شهرستان گرمی تسهیل می‌نماید. علاوه بر راه آسفالته گرمی - موران ( مرکز بخش ‘ روستای زهرا ) ‘ راه آسفالته دیگری که از طریق کنار مرز جمهوری آذربایجان (روستای آزادلی - رحیملی - همه‌شان تا افجه ) کشیده شده راه ارتباط مردم منطقه با مرکز بخش ( روستای زهرا ) و مرکز شهرستان ( گرمی ) را آسان می‌کند .
همچنین راه فرعی متصل به آزادلو نیز آسفالته میباشد